# Christoph Matthäus Pfaff

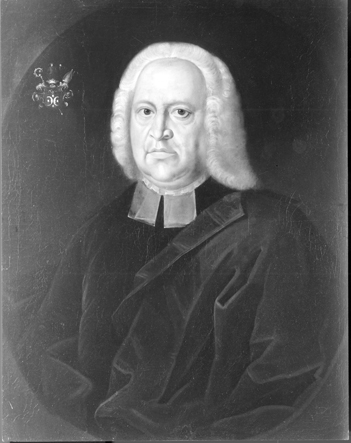
Christoph Matthäus Pfaff, Bildnis aus dem Bestand der Tübinger Professorengalerie

Christoph Matthäus Pfaff (* 25. Dezember 1686 in Stuttgart; † 19. November 1760 in Gießen) war ein evangelischer Theologe.

## Leben
Pfaff wurde am 24. Juli 1699 an der Universität Tübingen immatrikuliert. Er erlangte am 2. August 1699 den Bakkalaureusgrad, wurde 1700 Stipendiat am Tübinger Stift und am 6. September 1702 zum Magister graduiert. Von 1705 bis 1709 wirkte er als Repetent am Tübinger Stift. Am 1. November 1717 erfolgte seine Promotion zum Dr. theol. Er wurde 1717 Professor für Theologie in Tübingen und war seit 1720 außerdem Propst und Kanzler der Universität. Nach einem Zwischenfall 1756 wurde er nach Gießen versetzt und war dort bis zu seinem Tode (1760) Professor der Theologie, Kanzler der Universität und Generalsuperintendent.
Pfaff gilt neben Johann Franz Buddeus und Siegmund Jakob Baumgarten als der bedeutendste Bahnbrecher der theologischen Aufklärung innerhalb des deutschen Protestantismus. Er nahm pietistische Elemente auf, interpretierte sie aber im Sinne der Aufklärung.

## Werke
- (Hrsg.:) Laktanz, Epitome institutionum divinarum, 1712
- Dissertationes De Præiudiciis Theologicis, quarum prior eorundem causas atque remedia generaliori tractatione evolvit, tertiâ iam vice recusa novisque accessionibus aucta, posterior verò regulas tradit in veritate divinâ dispensandâ præiudiciisque Theologicis refellendis observandas. Pfaff, Frankfurt am Main/Leipzig 1719. (Digitalisat)
- De actis scriptisque publicis ecclesiae Wirtembergicae liber commentarius. Sigmund, Tübingen 1718. (Digitalisat)
- De liturgiis, missalibus, agendis et libris ecclesiasticis ecclesiae orientalis et occidentalis, veteris et modernae. Franck, Tübingen 1718, überarb. 1721. (Digitalisat)
- Introductio in historiam theologiæ literariam cum Appendicibus, quæ bibliothecæ theologicæ selectioris indicem & Programmata literaria hactenus ab autore edita catalogumque eorum. Cotta, Tübingen 1720. (Digitalisat)
- Origines juris ecclesiastici, una cum dissertationibus rarioribus jus ecclesiasticum illustrantibus, quae emendatiori huic editioni accesserunt, revisae, auctae, suppletae. Schramm, Tübingen 1756. (Digitalisat)
- Christoph. Matthaei Pfaffii ...Institutiones Theologiae Dogmaticae Et Moralis, Ubi, Utrauqe In Unam Massam Iacta Et Posthabitis Tantisper, Quae Veritati Tantopere Nocent, Sectae Praejudiciis Autoriatis Studio Nimio Proscripto Ad Divinae Revelationis Trutinam, Haud Neglectis. Cotta, Frankfurt am Main 1719. (Digitalisat)
- (Hrsg.:) Acta et scripta publica Ecclesiae Würtenbergicae, 1720
- Syntagma dissertationum theologicarum 1. De genuinis Novi Testamenti lectionibus, 2. De oblatione et 3. De consecratione veterum eucharistica. Adsperguntur liturgia grabiana et fragmenta Irenæi anecdota cum adjunctis in editione belgica annotationibus itemque oratio in nativitatem Domini A. 1718. ab auctore Tubingæ recitata. Mezler, Stuttgart 1720. (Digitalisat)
- Nöthiger Unterricht von den in den röm. und protest. Kirchen obschwebenden Religionsstreitigkeiten. Erhardt, Frankfurt am Main, Leipzig 1721. (Digitalisat)
- (Hrsg.:) Acta publica constitutionis Unigenitus, 1721
- Orationum academicarum hexas, quarum prima de cautelis circa consilia irenica unionem Protestantium ecclesiasticam spectantia, secunda de necessitate et praestantia logicae et metaphysicae, tertia de officio et dignitate cancellariorum academicorum, quarta de eruditione juridica, quinta de meritis Johannis Andreae Hochstetteri ... et sexta denique de meritis Martini Lutheri ... agit. Accedit ejusdem Epistola responsoria de unione ecclesiarum protestantium ad ... Ernestum Salomonem Cyprianum. Cotta, Tübingen 1721. (Digitalisat)
- Institutiones historiae ecclesiasticae, juxta ordinem seculorum brevissimo penicillo delineatae, ita, ut, quae necessaria heic scitu & explicatu sunt paucissimis faltem indig-itentur, & ad lectiones academicas, queis historia ecclesiastica evisceratur, totum opusculum facili aptaque methodo adornatum fit. Mezler, Tübingen 1721. (Digitalisat)
- Gesammelte Schriften, so zur Vereinigung der Protestirenden Kirchen abzielen. Spörl, Halle 1723. (Digitalisat)
- Institutiones juris ecclesiastici in usum auditorii pfaffiani. Accedunt De successionis episcopalis apud protestantes pretio, maxime de successione episcopali in ecclesia Anglicana et unitate fratrum bohemorum adhuc vigente ejusdemque in ecclesias protestantes reducibilitate dissertatio epistolica, aliaque De crimine hæretificii, mala ecclesiæ et reipublicæ peste. Subjunguntur oratio de silentio theologico, et epistolarum leibnitianarum ad celeberrimum Pfaffium datarum farrago. Seiler, Frankfurt am Main/Leipzig 1727. (Digitalisat)

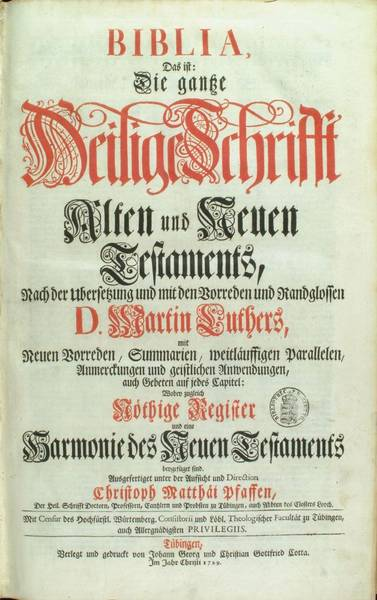

- (Hrsg.:) Das Bibelwerk von Christoph Matthäus Pfaff, Tübingen 1729
- Explicatio loci Paulini ad Gal. III. 16. De Christo Semine Monadico & Promissionibus Abrahamo & Huic Semini Datis, 1729 (Digitalisat)
- (Hrsg.:) Biblia, d. i. die ganze hl. Schrift, 1730, 1767–1770 (Tübingische Bibel)
- (Hrsg.:) Libri symbolici ecclesiae evangelicae, 1730
- Juris ecclesiastici libri quinque. Accedunt dissertationes de successionis episcopalis, maxime in ecclesiis Anglicana & Fratrum Bohemorum adhuc vigentis pretio ..., et de crimine haeretificii, nova item dissertatio de jure sacrorum absoluto et collegiali, ubi dissentientibus cel. maxime Boehmero respondetur, denique dissertatio de editione Aug. Conf. Germanica. Frankfurt am Main 1732. (Digitalisat)
- De Eo, Quod Justum Est Circa Iterationem Baptismi, 1739 (Digitalisat)
- Academische Reden Uber die Grund-Lehren der Christlichen Religion Oder die theologiam dogmaticam. Sigmund & Metz, Tübingen 1743. (Digitalisat)
- Einleitung in die Dogmatische Theologie oder die Grund-Wahrheiten der Christlichen Religion, ehedessen in Academischen Vorlesungen vorgetragen. Cotta, Tübingen 1747. (Digitalisat)
- Erläuterung über das allgemeine, als auch deutsche protestantische Kirchenrecht. Frankfurt am Main 1753.
- Grundriß der Christlichen Lehren oder der Theologiae Dogmaticae In natürlicher Ordnung verfasset, zum Gebrauch bey Academischen Vorlesungen. Berger, Tübingen 1753. (Digitalisat)
- Commentationes Theologicae Binae, Altera Ad Verba Christi, Luc. XIIII. 23. Compelle Ad Intrandvm Sive De Tolerandis, Vel Non Tolerandis In Religione Dissentientibvs, Frankfurt/Leipzig, 1753, urn:nbn:de:bvb:12-bsb
- Entwurff der Theologiæ Anti-Deisticæ, oder der Schwürigkeiten, welche die unglaubigen Geister der Christlichen Offenbahrung entgegen sezen. Zum Behuf Academischer Vorlesungen. Braun, Gießen 1757. (Digitalisat)
- Plan von der protestantischen, sowohl allgemeinen, als besonderen Kirchengeschichte, 1757